# Hôtel Terminus: The Life and Times of Klaus Barbie
Hôtel Terminus: The Life and Times of Klaus Barbie är en dokumentärfilm från 1988 i regi av Marcel Ophüls om den nazistiske krigsförbrytaren Klaus Barbie.
Filmen hade premiär vid filmfestivalen i Cannes den 10 maj 1988 i sektionen Un certain regard och tilldelades där FIPRESCI-priset. Året därefter vann filmen en Oscar för bästa dokumentär på Oscarsgalan 1989.

## Handling
Marcel Ophüls använder arkivbilder och intervjuer för att illustrera Nikolaus "Klaus" Barbies livshistoria, krigsförbrytelser, exil och slutligen rättegång. Barbie blev under andra världskriget känd som "Slaktaren i Lyon" för sin brutala tortyr av fångar på Beaux Arts Hôtel Terminus, Gestapo-huvudkontoret i Lyon. Tidigare skolkamrater, grannar, anställda, sympatisörer och offer ger sin bild av honom. Dokumentaren undersöker också hur Barbie skyddades efter kriget av utländska makter inklusive den bolivianske diktatorn Hugo Banzer och den amerikanska arméns underrättelsetjänst Counterintelligence Corps.